# Spieghel der Zeevaerdt

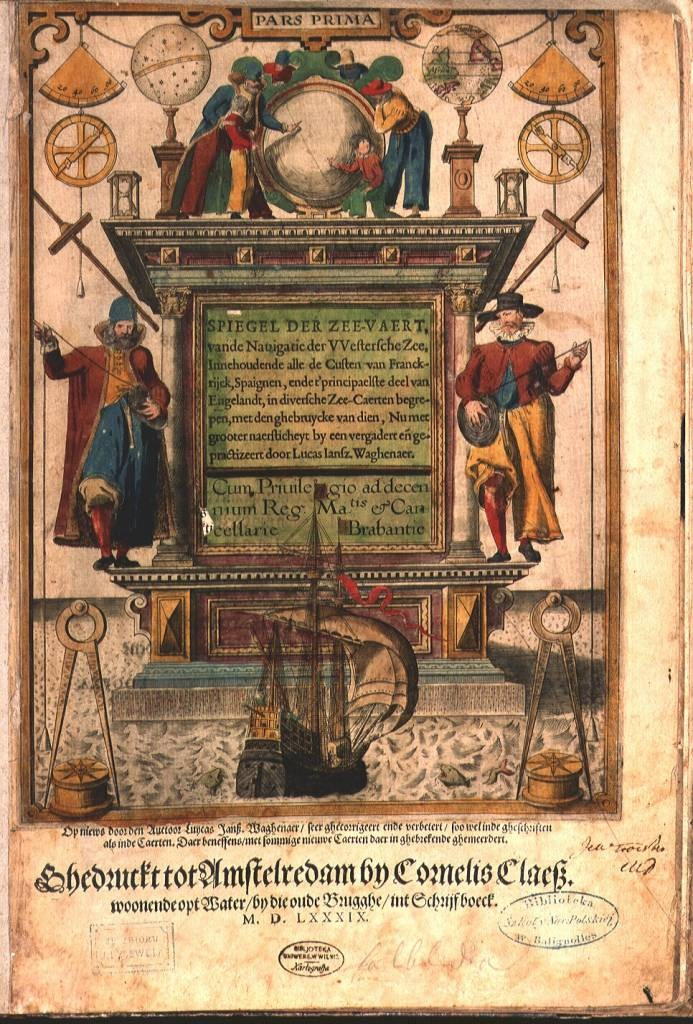
Titelpagina van Spieghel der Zeevaerdt. Het werd door Christoffel Plantijn tijdens zijn periode in Leiden voor het eerst gedrukt en uitgegeven

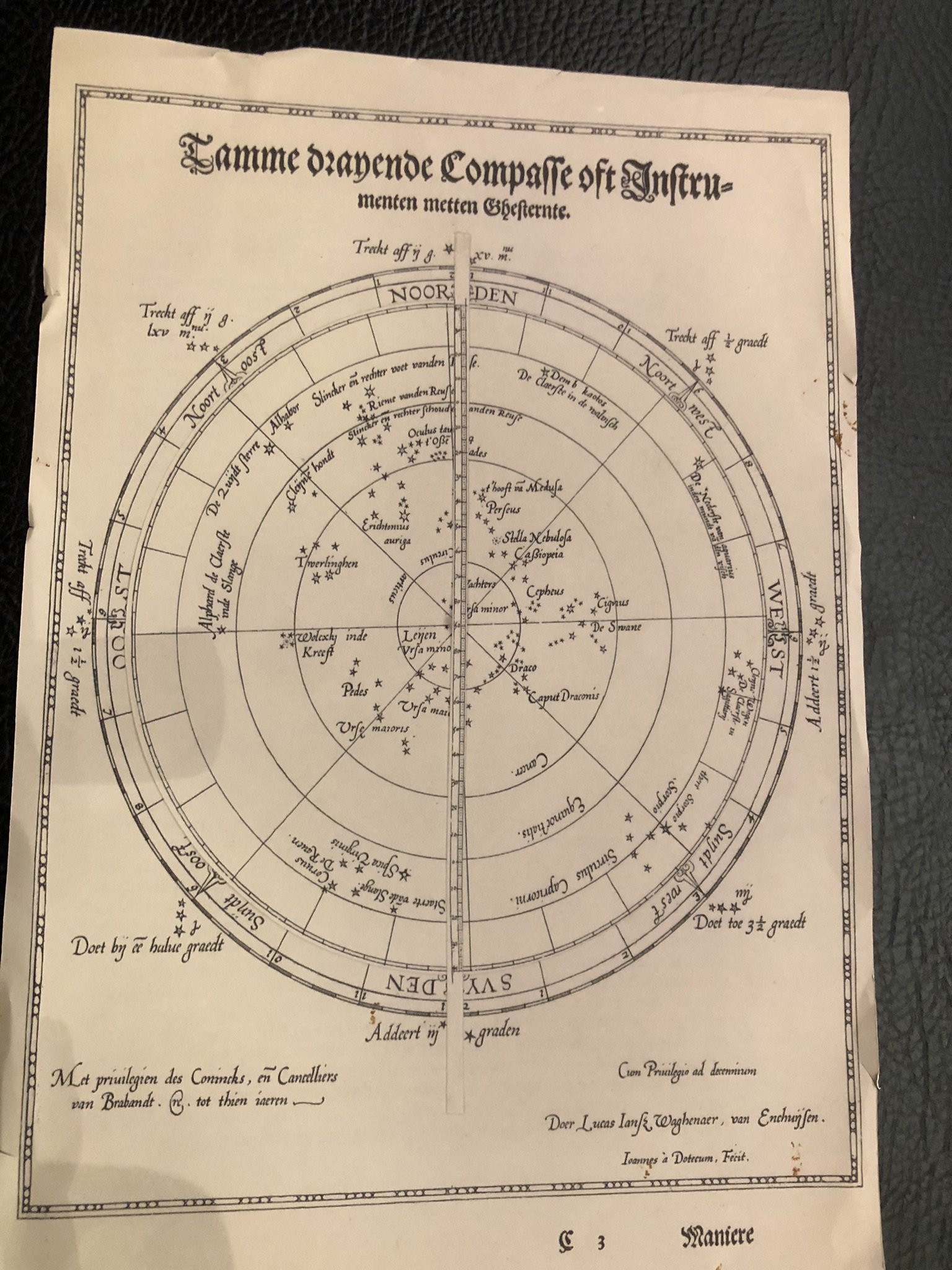
Eenvoudige sterrenkaart om breedteligging te bepalen via de hoogte van de poolster

De Spieghel der Zeevaerdt, van Lucas Janszoon Waghenaer, uitgegeven in 1584 bundelt alle toenmalige beschikbare informatie voor positiebepaling en navigatie alsmede een eerste set kaarten van Frankrijk, Spanje, Nederland, Engeland en Portugal en een tweede set kaarten van de zeekusten van Normandië, Brittannië en de eilanden rondom.

## Voorblad - Titelpagina
- Op het voorblad staan naast een passer, kompas en windroos een schietlood en een jakobsstaf; blijkbaar waren deze ten overvloede gekend want het enige instrument dat omstandig uitgelegd werd in het boek was een gradenboog; deze diende dan nog maar alleen om via de hoogte meting van één ster (Sirius in het boek) de breedteligging uit af te leiden, men moest dus per ster een gradenboog hebben.
- Het schietlood bevat 2 kwadranten, de bovenste om de sterhoogte t.o.v. van de kim te meten en de onderste om de afwijking van de zon t.o.v. het zenit te meten.
- De diepte die gemeten werd met het afgebeelde peillood werd uitgedrukt in gespreide armlengte of vadem (6 voet of ca 1,8 m).

## Invoering Gregoriaanse kalender
- Het boek is verschenen vlak nadat de nieuwe Gregoriaanse kalender werd ingevoerd, die gepaard ging met een aantal astronomische correcties.
  - In 1582 werd het jaar met 10 dagen gekort, na 4 oktober volgde 15 oktober.
  - de ashelling of obliquiteit van de aarde werd vastgelegd op 23 graden en 28 minuten[bron?]
  - De kalender werd door Willem van Oranje in 1583 ingevoerd terwijl heel wat protestantse gebieden dit weigerden en sommige slechts overstag gingen rond 1700 (Rusland in 1918, Griekenland in 1923; het verschil was ondertussen opgelopen tot 13 dagen; namelijk drie schrikkeljaren te veel in 1700, 1800 en 1900).
  - het gevolg was dat er een heleboel tabellen werden aangepast om met deze kalender te werken, waarvan de voornaamste hieronder, namelijk:

### Gulden getal-epacta

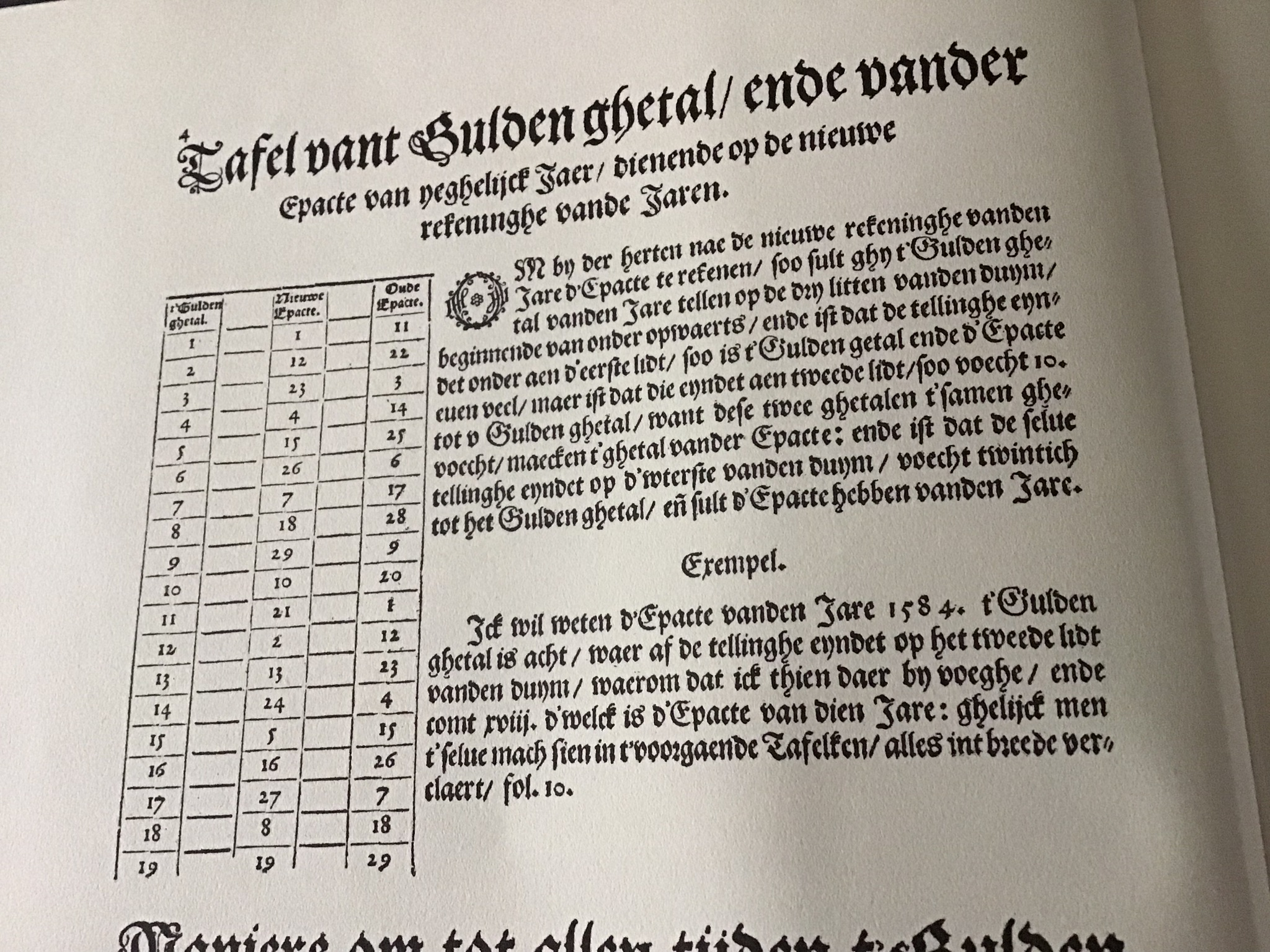
Door de invoering van de gregoriaanse kalender in 1582 werd dat jaar met 10 dagen gekort, de epacta werd dus ook verminderd met 10 dagen van toen af.

Overzicht van de nieuwe epacta of sleutel van het nieuwe jaar, die 10 dagen minder telde dan de oude epacta, gekoppeld aan het gulden getal.
- Het gulden getal geeft aan in welk jaar men van de cyclus van meton was. (een maancyclus die zich om de 19 jaar herhaalt)
- Om het gulden getal te weten van het jaar waarin men is trekt men er 1500 vanaf, deelt door 19 en de rest die men bekomt is het gulden getal van dat jaar.
- de epacta werd gebruikt om voorspellingen te doen in verband met de nieuwe maan, loopt van 1 maart tot 1 maart het volgende jaar en stijgt jaarlijks met 11 (verschil tussen een maan- en een zonnejaar). Men kon de epacte gebruiken om:
  - te weten op welke dag de nieuwe maan valt in een bepaalde maand namelijk: (vrij geïnterpreteerd) Men neemt de epacta van het bepaalde jaar door eerst het gulden getal te berekenen, en men voegt daarbij het aantal maande dat verlopen is sinds 1 maart, maart en de bepaalde maand incluis; het bekomen getal geeft je de dag van de maand dat het nieuwe maan is. (Is het getal groter dan dertig, trekt men er eerst dertig af)
  - Om de ouderdom van de maan te kennen op een bepaalde datum neemt men de epacta, tel daarbij het aantal verlopen maanden sinds 1 maart en de dag van maand, het bekomen getal geeft je de ouderdom van de maan (aantal dagen na nieuwe maan)  indien het kleiner is dan dertig, indien groter dan dertig, trekt men er eerst dertig af.
  - De nauwkeurigheid was niet al te accuraat, vaak een dag te vroeg of te laat, maar al bij al een redelijk goede benadering om in de toekomst voorspellingen te doen.

### Tabel (tafel) van de nieuwe maan
- Overzicht van de nieuwe maan over het jaar voor de gulden getallen van 1-19, dus in dit geval van het jaar 1595 tot 1614
- de aanwezige tabel is relatief nauwkeurig als je het vergelijkt met de huidige inzichten.
- de waarnemingen die hij vermoedelijk zelf gedaan heeft zijn helaas niet helemaal gezuiverd heeft van fouten (2 juni gg 12, 12h moet 23h zijn; feb gg 19, 12h moet  22h).

### Tabel (tafel) van dedeclinatie(hoogte boven de equator) van de zon
- Door de aanpassing van de ashelling naar 23 graden en 28 minuten (Obliquatie des Zodiaec) van de aarde en de introductie van de gregoriaanse kalender werd het overzicht van de declinatie/dag van de zon aangepast in vier tabellen namelijk:
- t' eerste jaar na het schrikkeljaar, het tweede, het derde en het schrikkeljaar. De tabellen die in het boek getoond worden zijn berekend voor de jaren 1585-86-87 en 88.
- Om te weten in welk jaar men was:
  - Trek van het jaartal 1500 af, deel door twee,
    - indien 2 even getallen dan heb je een schrikkeljaar.
    - Indien 2 even getallen en een half het eerste jaar na het schrikkeljaar
    - Indien 2 oneven getallen, het tweede jaar na het schrikkeljaar
    - Indien 2 oneven getallen en een half, het derde jaar na het schrikkeljaar
- De declinatie werd uitgedrukt in graden/minuten, onder de equator met de toevoeging Z(uid), boven de equator met de toevoeging N(oord) (nu min - en plus +)
- Instructie om deze tabel te gebruiken om de poolshoogte (= breedteligging) te bepalen van waar men is (vrij vertaald)
  - Men meet op het moment dat de zon in het zuiden staat met een astrolabium of gradenboog de afstand tot het zenith.
  - Bij deze waarde trekt men de declinatie van de zon van die dag zelver af indien ze noordelijk is of telt bij indien ze zuidelijk is.
  - De aldus bekomen waarde is de poolshoogte van de plaats waar men is...

### Tabel (tafel of catalogus) van de voornaamste sterren

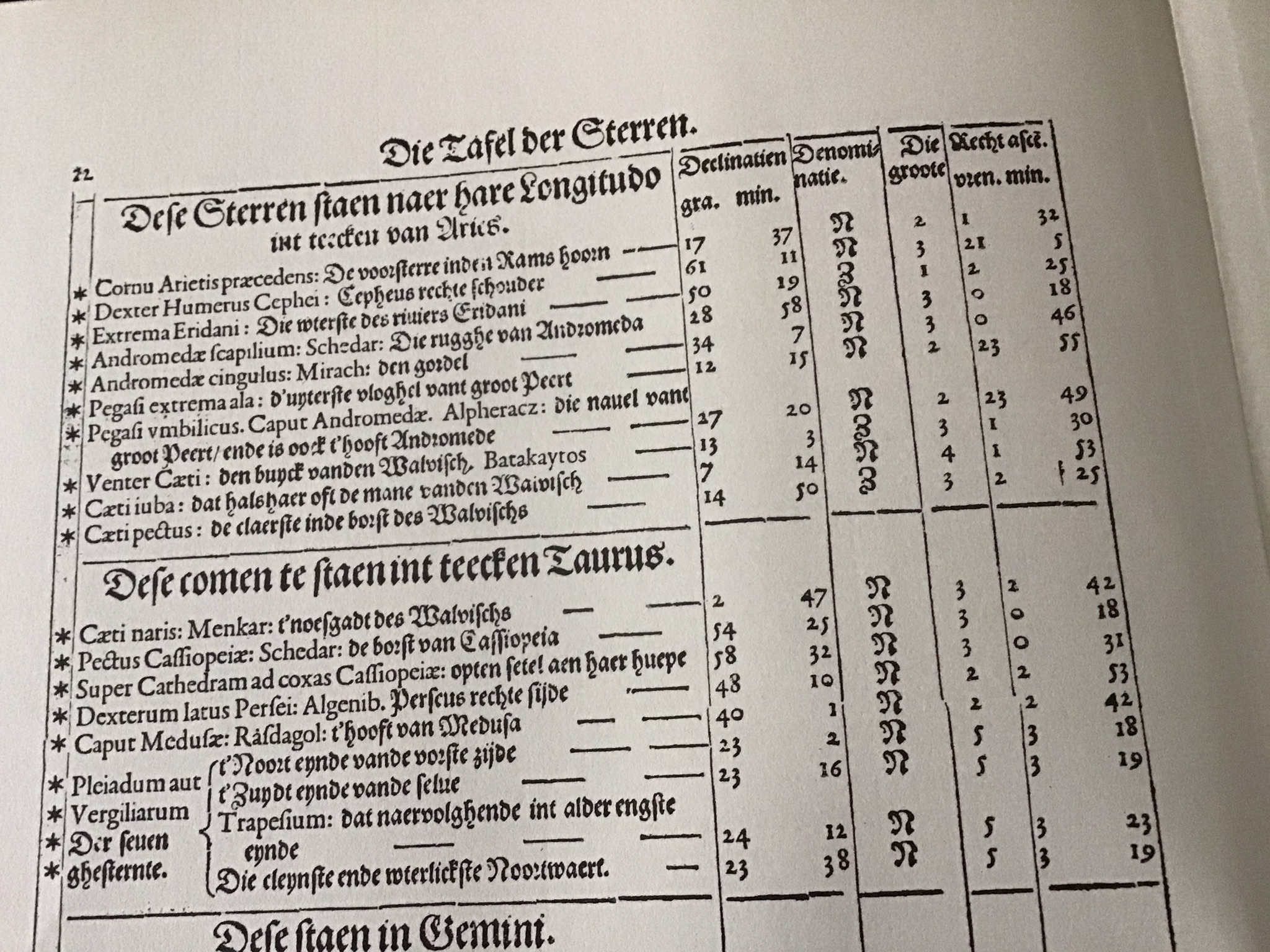
Overzicht van een gedeelte van de tafel der sterren in de longitude van de ram (aries) en de stier (taurus)

Per longitude van een sterrenbeeld gaf men een opsomming van de voornaamste sterren en hun gegevens namelijk
- De declinatie met de toevoeging Z (zuid) indien de declinatie van de ster ten zuiden van de equator ligt, of N (noord) indien de declinatie van de ster ten noorden van de equator ligt.
- De rechte klimming (ascentien) in uren en minuten.
- De grootheid selver (magnitude).
- een extra tabel met de lijst van de sterren (alle zuider sterren) welke het beste gebruikt kon worden in de verschillende seizoenen nl:
  - Sirius (Grote hond), Alphard (Slang), Spica (Maagd), Antares (Schorpioen), Nunki (Schutter), Diphda (Walvis)

### Tafel van derechte klimming(ascuntien) van de zon
- Gebruikt om o.a. de zonnetijd te bepalen bij nacht, in combinatie met de rechte klimming van een gegeven ster op het moment van de meridiaandoorgang. (verschil in rechte klimming tussen de ster en de zon die dag geeft het aantal uren na de noen.)

## Positiebepaling
Om de geografische breedteligging te bepalen gebruikt men de volgende methoden:
- De hoek van de zon ten opzichte van het zenith te meten met een gradenboog of astrolabium en dit te vermeerderen met de declinatie van de zon indien ze ten zuiden van de equator staat, of te verminderen indien ze ten noorden van de equator ligt. Dit geeft je de poolshoogte van de plaats waar men zich bevindt. De poolshoogte is de breedteligging
- De hoogte van de poolster (Polaris) boven de horizon te corrigeren met de correctiefactor aangeduid op de sterrenkaart in functie van de positie van de wachters (2 helderste sterren, Kocab en Pherkad van de kleine beer naast de poolster). De poolster bevond zich rond 1580 verder van de hemelpool dan nu (ca 3°, nu ca 45 min)
- De hoogte van de vaste sterren boven de horizon vanuit het zuiden gemeten
  - De hoogte van de ster boven de horizon vermeerdert men met de declinatie van de zuidsterren (Z), of vermindert men met de declinatie van de noordsterren (N). Het aldus bekomen getal trekt men af van 90° om de poolshoogte te verkrijgen. (en dus de breedte-ligging).

## Navigatie[3]
- Het boek is vooral een hulpmiddel om van A naar B te gaan (vaar NNO)
- De afstanden kon men meten op de kaarten met behulp van de aangeduide schaal (Duitse 15 mijl/gr of Spaanse 17,5 mijl/gr).
- De lijst met breedteliggingen (poolshoogte) van de Europese havensteden was nauwkeurig.
- De kaarten (nagenoeg alleen Europese, dus de westerse zeeën) geven allen bovenaan een profiel van de kust; een onschatbaar hulpmiddel wetende dat men vooral voer op een gegist bestek en een bepaling van de breedteligging (nauwkeurigheid 1/6de graad of 18,5 km).
- De zeedieptepatronen werden echter niet op kaarten aangeduid maar omstandig beschreven; tijdrovend om een overzicht te krijgen, maar tijd was er toen nog genoeg met de zeilschepen.
- Het boek is geschreven in een tijd dat er geen verrekijker, noch nauwkeurig uurwerk bestond, maar wel een diep inzicht in de astronomische processen. Het waarom was een ander probleem, daarvoor moest men wachten op de empirische wetten van Kepler (1609) en Newtons wiskundige verklaring (ca. 1685)
- De navigatie met behulp van sterren en zon werd gebruikt tot in het begin van de 20e eeuw toen de radio, radar, en de peilbakens hun intrede deden.

## Wetenswaardigheden
- De aanwezige tabellen (zon en sterren) zijn relatief nauwkeurig (sterren declinatie enkele minuten maar rechte klimming minder dan een minuut, en de zon nog nauwkeuriger) en konden vrij goed gebruikt worden voor geografische breedtebepaling.
- In tabellen waar een tijdsaanduiding aanwezig was moest men steeds de meridiaan opgeven waarop het uur gebaseerd was, in dit boek is dit de meridiaan van Enkhuizen, woonplaats van Waghenaar, eraan toevoegend dat men zich zeer goed bewust was van het feit dat de dag niet exact 24 uur telde gedurende het ganse jaar en men dit corrigeerde!
- Alle uitleg, geïllustreerd met voorbeelden zijn beschrijvend, nagenoeg geen schematische tekeningen (behoudens 1 sterrenkaart) om inzicht te krijgen waarom. Het geheel werd omstandig uitgelegd in voorbeelden (exempels).
- Het decimale stelsel bestond nog niet, maar het cijfer 0 wel en werd gebruikt om cijfers weer te geven waar meestal mee gerekend moest worden (tabellen bvb) dagen en uren werden nagenoeg steeds met een Romeinse notatie beschreven (b.v. de xxiij+ = 23ste).
- Sterrenbeelden waren een verworven kennis, ze worden nergens beschreven, maar de sterren werden genoemd naar de plaats in het beeld, b.v. de middelste ster in de gordel van de reus (Orion) of de ster op de borst van de Zwaan, het oog van de Walvis etc.
- Hoewel de zon vaak gebruikt werd als tijdsmeting, werd omstandig beschreven hoe men met behulp van de sterren en de nodige tabellen de plaatselijke middelbare zonnetijd kon berekenen. Het waarom werd er niet bijgevoegd, zodat het geheel nogal dogmatisch overkomt.